# デンマークの言語

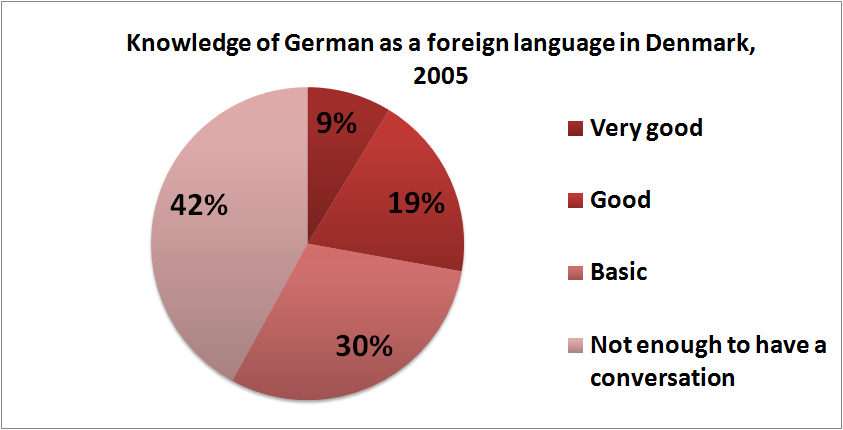
デンマークにおけるドイツ語について 2005.Eurobarometerによれば、回答者のうち58%がドイツ語で会話ができ、そのうちの15%は非常に良いドイツ語の知識を持っていると答えた。

デンマークの言語では、デンマーク王国における言語事情について記す。
デンマーク王国の公用語はデンマーク語のみであるが、フェロー語、ドイツ語、グリーンランド語のような少数言語も存在する。
デンマーク人の86%はフォルケスコーレ (デンマーク語: folkeskole)の初年から学ぶことが必須なため、第二言語として英語も話すことができる。また、国民学校の初年、若しくは三年目からは第三言語をたいていはドイツ語かフランス語から選ぶことができ、デンマーク人の47%はドイツ語を話すことができる。第三言語として三番目に選ばれるのはスウェーデン語で、13%のデンマーク人がこれを話すことができる 。

## 公認されている少数言語

### フェロー語
デンマーク語と同系のフェロー語はデンマークの自治領たるフェロー諸島で主に話される。また、デンマーク本土でも一部話される。

### ドイツ語
ドイツ語はヴェルサイユ条約以前のドイツ帝国領であったスナユラン県 (現:南デンマーク地域)における公認の少数言語である。15,000人から20,000人の旧スナユラン県に住む人々のうち約8,000人が標準ドイツ語、若しくは低ザクセン語のシュレスヴィヒ方言を日常的に話す。シュレスヴィヒ方言は標準ドイツ語からかなり変化しており、標準ドイツ語話者がそれを理解するには困難である。
また、デンマークには2012年には28,584人の移民がドイツから来ている。

### グリーンランド語
グリーンランド語はカラーリットの主要な言語で、デンマーク本土では約7,000人に話されている。グリーンランド語はイヌクティトゥト語に似ており、また、それらの属するエスキモー・アレウト語族の言語は北アメリカ大陸北部や東部シベリアでも話されている。